# Josselin (hrad)
Hrad Josselin (francouzsky Château de Josselin) je středověká pevnost v bretaňské obci Josselin na severozápadě Francie. Od středověku je sídlem šlechtického rodu Rohanů. Hrad se tyčí nad obcí Josselin, jež leží 43 km severovýchodně od Vannes v departmentu Morbihan ve francouzském regionu Bretaň a protéká jím řeka Oust. Centrem města je náměstí place Notre-Dame z 16. století. Společně s hrady La Chèze a Pontivy tvoří Josselin tzv. Rohanský trojúhelník, v jehož středu leží vesnice Rohan.

## Historie
Na počátku 11. století založil Guéthenoc, vikomt z Porhoët, na strmém skalnatém pahorku nad řekou Oust hrad. Jeho syn, jenž se po něm ujal vlády nad panstvím, se jmenoval Josselin. Po něm převzal jméno hrad i pod ním vystavěné opevněné městečko. Z tohoto prvního hradu se však již nic nezachovalo. O století později anglický král Jindřich II. Plantagenet, který si činil nárok na Bretaň, Josselin zcela zničil. Poté městečko i hrad obnovil Eudon II. z Porhoëtu.
V roce 1231 přešel Josselin skrze uzavřenou alianci na rod pánů de Fougères, později na rod pánů de Lusignan a nakonec se stal majetkem samotné Francie. V roce 1351 během války o následnictví v Bretani byl hrad pod správou Jana de Beaumanoir a ve vlastnictví Karla de Blois.
14. května 1370 prodali Robert a Petr d'Alençon hrad i s vesnici normandskému šlechtici Olivierovi de Clisson. A tak se z hradu stala vojenská pevnost, jež byla důležitým strategickým bodem Bretaně, neboť o ni Francie válčila s Anglií po další dvě staletí. V roce 1370 také uzavřel Clisson dohodu s francouzským králem Karlem V., v níž přislíbil loajalitu francouzskému králi v případě, že by se proti němu postavil bretonský vévoda, přestože byl Clisson bretonským leníkem. Proto byl v roce 1393 v Josselin oblehnut bretonským vévodou Janem IV. A následně uprchnul. Nakonec mu bylo panství navráceno pod podmínkou zrušení dohody uzavřené s francouzským králem.
Když v roce 1407 Clisson zemřel, jeho majetek přešel na zetě jeho druhé ženy, Markéty de Rohan, Alaina VIII. de Rohan. V roce 1476 byl na hradě Josselin vězněn hrabě de Pembrocke, strýc budoucího krále Anglie Jindřicha VII., s nímž uprchl do Francie. V roce 1488 dal vévoda bretaňský François II. zbořit hrad Josselin, aby potrestal Jana II. Rohanského za jeho podporu Francie. O pár let později dal Jan II. Rohanský opravit většinu obytných prostor hradu a zdvihnout fasádu, jejíž výstavba trvala až do roku 1505.
Od roku 1599 Bretaň volala po zničení pevností jako Josselin, aby předešla občanské válce. To se však podařilo až kardinálu Richelieu, když se Rohani postavili proti králi Ludvíku XIII. v roce 1629 byla zbourána celá hradní část Josselin včetně donjonu na skalním výběžku, a to i se skálou pod ním. Tak se stal Josselin tvrzí bez obrany. Rohani se následně stáhli z Josselinu na francouzský dvůr a Bretaň na dvě staletí opustili. Pouze v roce 1758 zde věznili ve věži na severní straně nádvoří, jež vždy sloužila jako vězení, Angličany zajaté v bitvě u Camaret a u Saint-Cast. V roce 1760 byly zbourány obě věže po stranách přední brány a padacího mostu. Roce 1776 zřídila vévodkyně Rohanská v přízemí paláce přádelnu vlny, aby zajistila práci chudým dětem. Během Velké francouzské revoluce byl na hradě zřízena administrativa distriktu Josselin a ve věži zde byli vězněni royalisté až do roku 1794. Přestože vévoda Rohanský tou dobou žil v Paříži, panství zůstalo v jeho majetku. V roce 1795 se hradu nakrátko zmocnila skupina royalistů.
Do poloviny 19. století tak zůstal Josselin opuštěný a chátral. V té době započal vévoda Rohanský rozsáhlou rekonstrukci hradu, kterou dokončil jeho syn. 

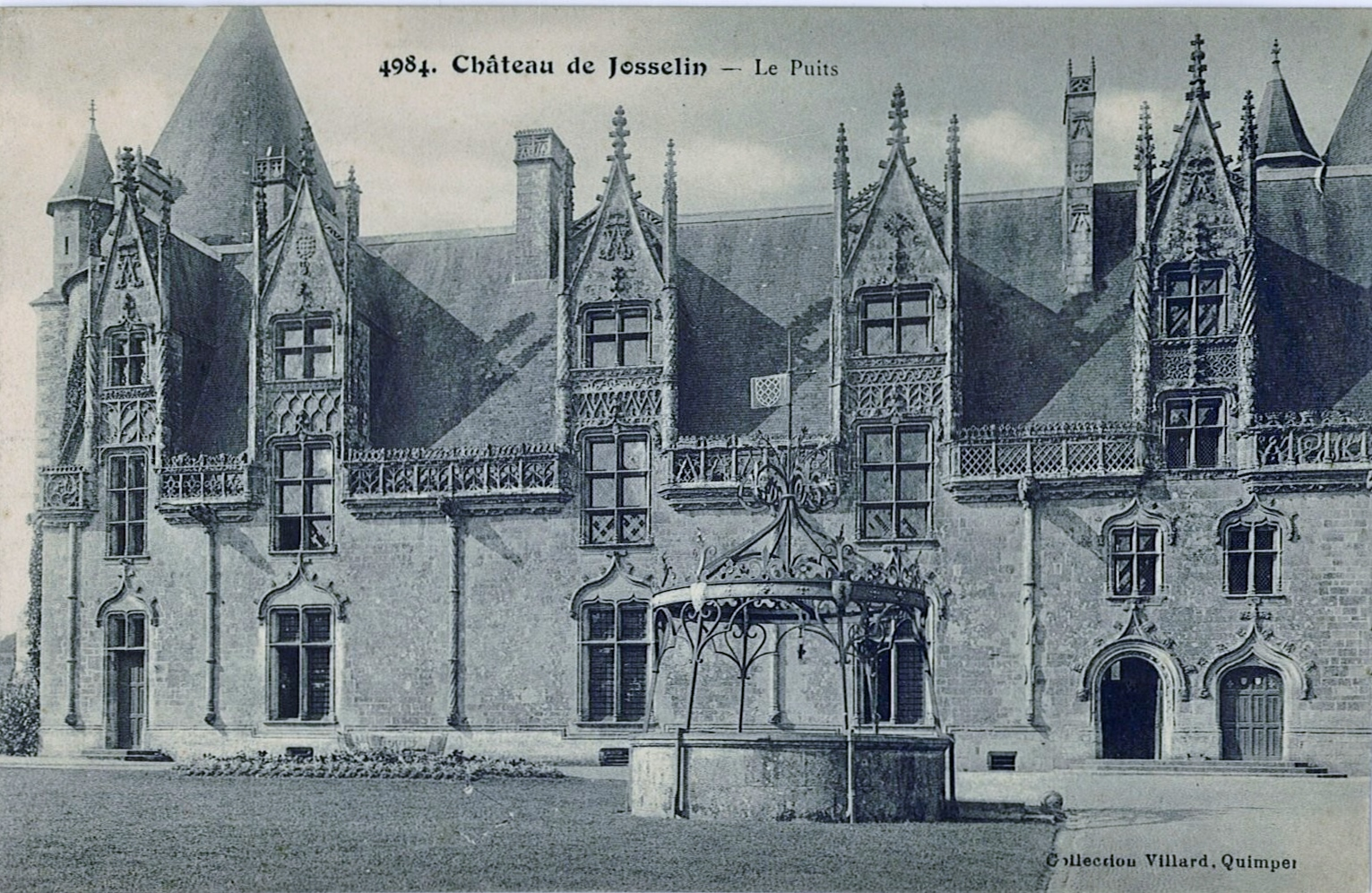
Průčelí hradu Josselin po rekonstrukci v 19. století

Dnes najdeme hned za vstupní branou anglický i francouzský park s růžovou zahradu. Dále se nachází přední nádvoří, z nějž se naskýtá pohled na průčelí ve stylu plaménkové gotiky. V interiérech hradu lze dnes navštívit např. středověkou hodovní síň, knihovnu či salón.

## Podoba Josselinu v 15. století
Podoba hradu z počátku 15. století byla značně ovlivněna podobou hradu v předchozím století, kterou můžeme pozorovat v ostatcích hradu. Stále je patrno 9 kuželovitých věží, z nichž ve 21. století stojí celé jen 3 čelní nad řekou a 1 věž s vězením. Tato nižší (předsunutá) hradní konstrukce navazovala na horní opevnění již z 12. a 13. století stojící na nejvyšším ostrohu skály. Věže i zdi při tom byly neobvykle stejně vysoké a dosahovaly značné výšky typické pro opevnění 14. st. Zdi opevnění byly zakončeny cimbuřím a padacími dveřmi mezi jeho konzolami pro bombardování útočníků (“machikolace“).

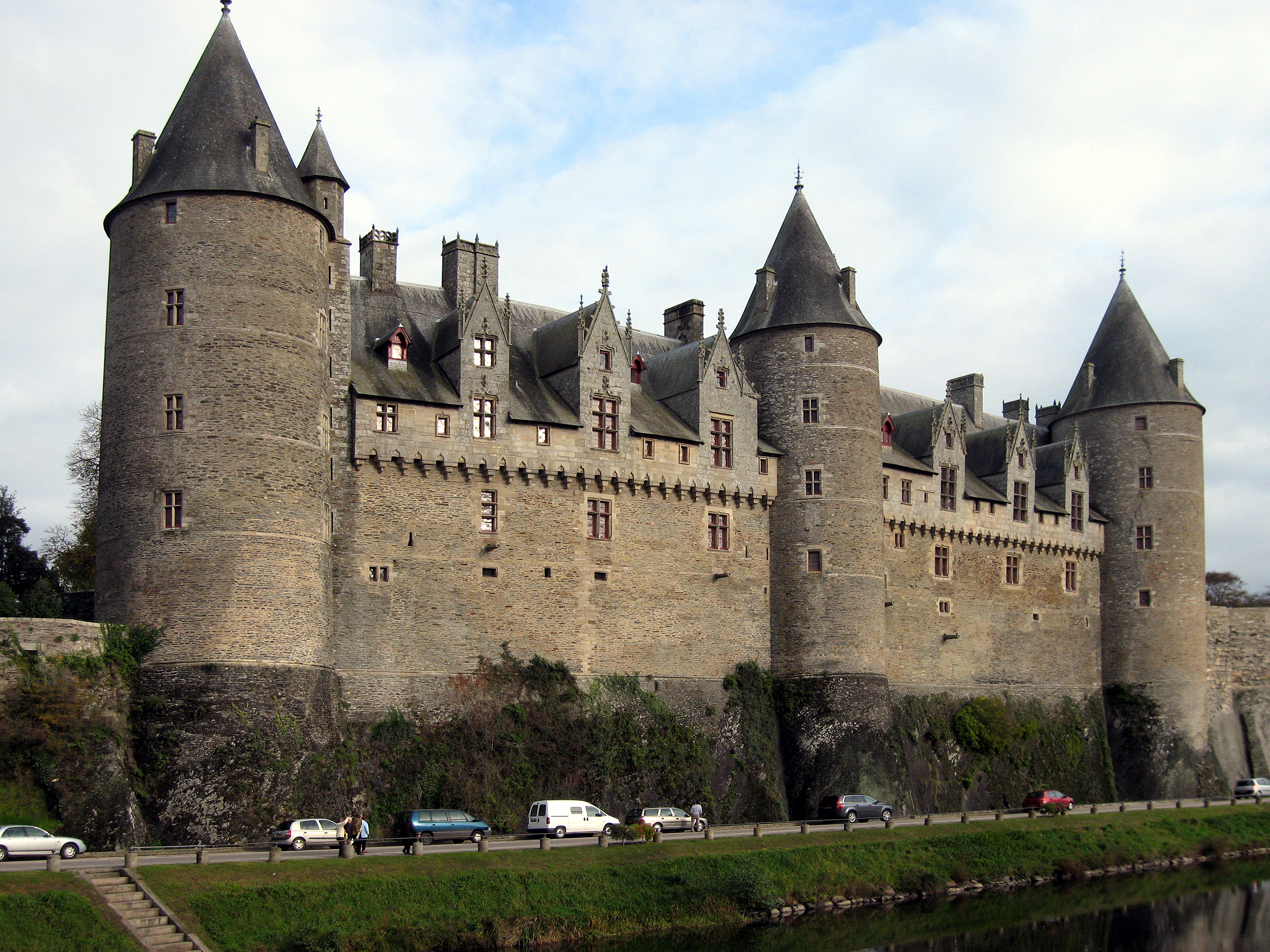
Tři věže hradu Josselin

Jan II Rohanský v 15. století dle tehdejších opevňovacích tendencí a značného nátlaku na Rohany, aby neopevňovali příliš svá sídla, snížil věže i zdi opevnění a zakončil je falešnou “machikolací“ s vikýři, které měli prosvětlovat hrad. Po částečné demolici hradu Françoisem II. nechal Jan zrekonstruovat část paláce.
Palác byl pravděpodobně vystavěn Alainem VIII a jeho synem Alainem IX. Některé jeho části se však připisují ještě Clissonovi. Přesto je celek obytného sídla homogenní a jde o výsledek jedné výstavby. Nalezneme zde všechny typické prvky konce 15. století: výrazně segmentovaná lípaná kružba, bohatá ornamentice, kraby, vimperky, velmi ostré fiály, prolamovaná galerie, hranolové římsy aj. Pokud nám může něco připomínat stavbu realizovanou za Oliviera Clissona, byly by to štíty vikýřů na západní straně opevnění, v nichž spatřujeme mozaiku žulových kvádrů zasazených v břidlici. Je tedy velice pravděpodobné, že původní sídlo stálo na stejném místě jako to nové.

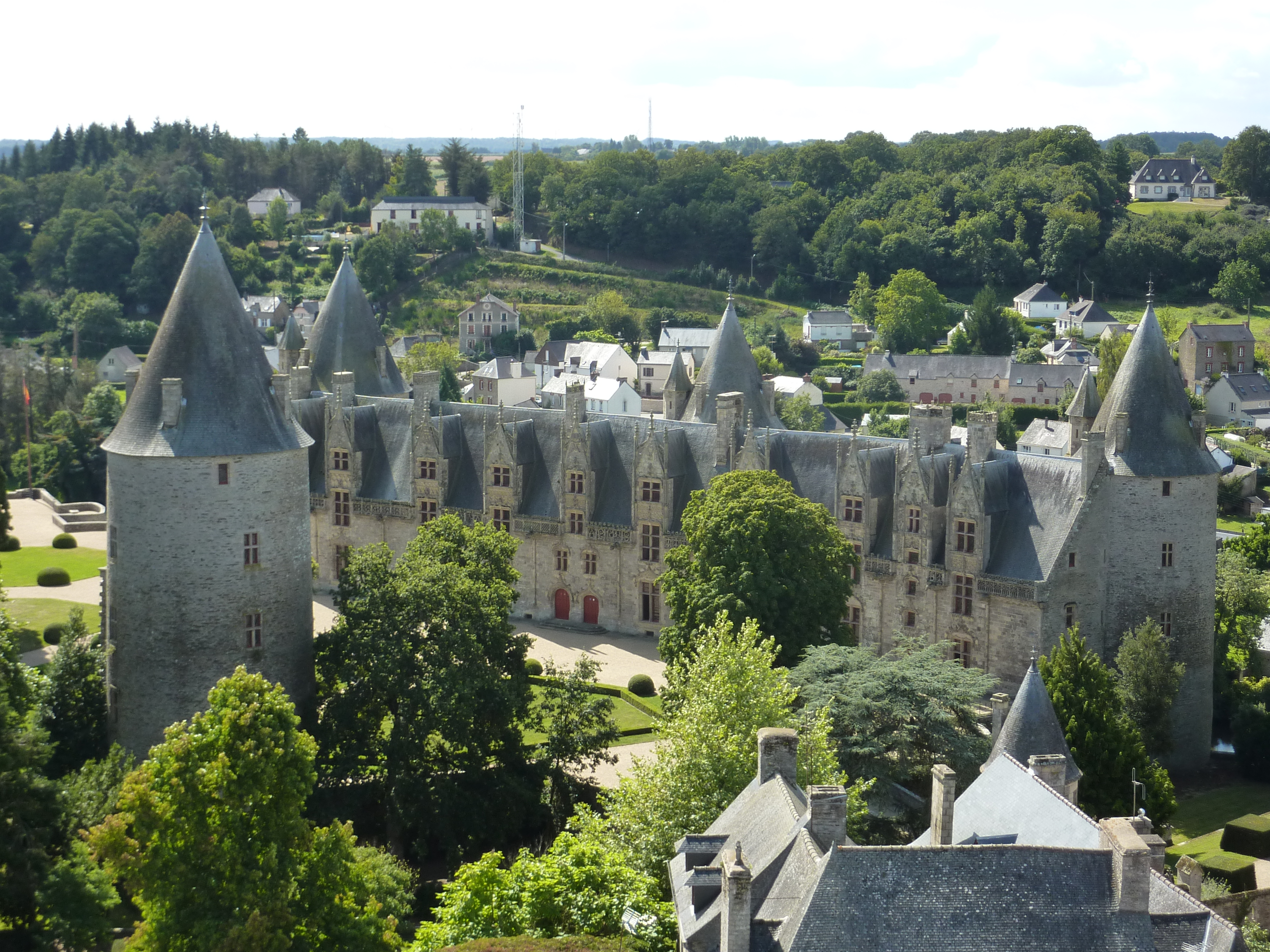
Podoba hradu Josselin v 21. st.

Moderní podoba Josselinu po rekonstrukci v 19. století prakticky odpovídá podobě z 15. století, jen již nestojí nejstarší horní část hradu, hradební zdi a 5 z 9 věží. Jejich základy však můžeme stále pozorovat. Zachoval se legendární palác se třemi věžemi a věž s vězením.

## Historický kontext
Válka o nástupnictví v Bretani posadila na trůn v roce 1379 vítěznou dynastii vévodů z Montfortu, s níž byl na dvě století stabilizován relativní mír a zesílena moc bretonských vévodů. Ti se stali nezpochybnitelnou autoritou z "vůle Boží" zajišťující mír a prosperitu. Takto byl bretonský vévoda považován za rovnocenného panovníka francouzskému i anglickému králi a nepojímal žádné z lenních povinností. Vévoda razil vlastní mince a jednal s diplomaty jiných státníků. Dokonce i korunovace bretonských vévodů v katedrále v Rennes připomínala ve všech svých aspektech korunovaci krále.
Bretaňská armáda byla vedena bretonským maršálem, který představoval ministra války i vnitra v jedné osobě. Na konci středověku byla všechna léna podrobena vojenským povinnostem vůči vévodovi. Pokud se leník nemohl k této službě dostavit osobně, musel za sebe poslat náhradníka. Tento systém zahrnoval pouze rytíře. Kapitáni byli voleni samotným vévodou, ovšem k takovému nedostatečnému vojsku leníků najímal vévoda skupiny žoldnéřů. Neexistovala zde tedy žádná trvalá armáda. Pouze vévodská garda byla stálou vojenskou silou. V 15. století však bylo vybudováno a zdokonaleno převážně zásluhou vévodů Jana IV. a Jana V. mnoho pevností, které výrazně zlepšily obranyschopnost Bretaně. Právě Jan IV. byl prvním, kdo se začal zajímat o dělostřelectvo a vybudoval z něj nepostradatelný článek bretonského útoku i obrany.
Nebyla to však jen armáda, která byla bohatě rozvíjena a podporována bretonskými vladaři. Řemeslníci prchající před válkou do Bretaně z Normandie byli osvobozeni od daní a měli zajišťovány všechny základní suroviny.
Nicméně koncem 15. století s vynálezem knihtisku, větší vzdělaností společnosti, rozvojem dělostřelectva a připojením Bretaně k Francii sňatkem Anny Bretaňské s francouzským králem Karlem VIII. začal význam feudálů upadat a ke slovu se čím dál tím více dralo měšťanstvo.